# Reginar IV. Henegavský
Reginar IV. Henegavský řečený z Monsu (francouzsky Régnier IV de Mons; 948? – 1013) byl henegavský hrabě a štědrý donátor klášterů Maubeuge, Lobbes a Sainte-Waudru.

## Život
Byl starším synem henegavského hraběte Reginara Dlouhokrkého, který upadl v nemilost císaře Oty I. a odešel do vyhnanství. Reginar společně s mladším bratrem Lambertem, s nímž je po celý život pojily stejné politické cíle, uprchl na západofranský dvůr krále Lothara a vyhnaný otec zemřel v Čechách. Panství vyhnaného hraběte císař svěřil dvěma bratrům – Wernerovi a Reginaldovi
Poté, co se roku 973 roznesla zpráva o skonu císaře, opustili Lambert s Reginarem Lotharův dvůr a střetli se s Wernerem a Reginaldem v bitvě u Péronne, kde oba jejich protivníci padli. Nový císař Ota II. zbořil Lambertův a Reginarův hrad Boussoit a oba provinilce poslal do saského exilu. Henegavsko pak předal Arnulfovi z Valenciennes a Geoffroyovi z Verdunu. Roku 976 se oba bratři podporovaní západofranským princem Karlem a Otou z Vermandois střetli v bitvě u Monsu s novými vládci Henegavska. Obležené město Mons útoku odolalo.
Císař Ota II. poté překvapivě udělil Henegavsko v léno Reginarovi a Lambertovi. Mons nechal Geoffroyovi z Verdunu a prince Karla jmenoval dolnolotrinským vévodou. Roku 998 zemřel Geoffroy z Verdunu a Reginar konečně získal Mons. Zřejmě kolem roku 1000 se oženil s Hedvikou, dcerou krále Huga Kapeta Roku 1005 Reginar společně s bratrem podpořil mladého flanderského hraběte Balduina Bradatého, když z Valenciennes vyhnal jejich starého nepřítele markraběte Arnulfa, v boji proti císaři Jindřichovi.
Zemřel roku 1013 a jeho nástupcem se stal syn Reginar.